# Ветралла
Ветралла (итал. Vetralla) — коммуна в Италии, располагается в регионе Лацио, подчиняется административному центру Витербо.
Население составляет 12 459 человек (на 2004 г.), плотность населения составляет 105,45 чел./км². Занимает площадь 113,01 км². Почтовый индекс — 01019. Телефонный код — 0761.
Покровителем коммуны почитается святой Ипполит Римский. Праздник ежегодно празднуется 14 августа.